# Толстая, Софья Андреевна
Графиня Со́фья Андре́евна Толста́я (урождённая Берс, 22 августа [3 сентября] 1844, Покровское-Стрешнево, Московская губерния, Российская империя — 4 ноября 1919, Ясная Поляна, Тульская губерния) — супруга, ближайшая помощница и сохранительница наследия Льва Толстого.

## Биография

### Юные годы
Софья Андреевна Берс родилась 22 августа (3 сентября) 1844 года на съёмной даче в усадебном парке Покровского-Стрешнева в дворянской семье среднего
достатка. Её отец — врач Московской дворцовой конторы действительный статский советник Андрей Евстафьевич Берс (1808—1868), происходивший по отцу из немецких дворян, а мать — Любовь Александровна Иславина (1826—1886), относившаяся к купеческому сословию. В молодости отец служил врачом у московской барыни Варвары Петровны Тургеневой и имел от неё ребёнка, Варвару Житову, которая таким образом оказалась единокровной сестрой Софье Толстой и единоутробной — Ивану Тургеневу.
Другими детьми супругов Берс были дочери Елизавета Андреевна Берс (1843—1919) и Татьяна Андреевна Кузминская (1846—1925) и пять сыновей: орловский вице-губернатор Александр Андреевич (1845—1918), статские советники Пётр Андреевич (1849—1910) и Степан Андреевич (1855—1910), а также Владимир (1853—1874) и Вячеслав (1861—1907). Софья Берс — правнучка первого министра просвещения Петра Васильевича Завадовского.
Вплоть до замужества Софьи Андреевны Берсы проводили каждое лето на даче в Покровском-Стрешневом. В конце мая 1856 года у них гостил Лев Толстой, а сестры Берс, которых писатель назвал милыми и весёлыми девочками, прислуживали семье во время обеда. Софья Андреевна была склонна к мечтательности и литературным занятиям, но приучена и ко всякого рода домашнему женскому труду, стремилась к независимости и не исключала необходимости обеспечивать себя собственным трудом. Получив хорошее домашнее образование, Софья Андреевна в 1861 году сдала экзамен в Московском университете на звание домашней учительницы, причём выделилась русским сочинением, поданным профессору Тихонравову, на тему «Музыка».

### Замужество
В августе 1862 года Софья Андреевна с семьёй гостила у деда Александра Михайловича Исленьева в имении его законной жены Софьи Александровны (урождённой Ждановой) в селе Ивицы Одоевского уезда Тульской губернии, где их навестил Лев Толстой. Там он объяснился в любви к Софьи Андреевне — Толстой писал мелком первые буквы слов, а она их читала: «Ваша молодость и потребность счастья слишком живо напоминают мне мою старость и невозможность счастья». Этот эпизод впоследствии был использован им в романе «Анна Каренина» в сцене объяснения Левина в любви Кити. В конце августа Берсы вместе с Толстым вернулись в Москву, где в последующий месяц писатель ежедневно посещал их на даче в Покровском-Стрешневе, при этом семья считала, что Лев Николаевич ездит для старшей дочери Лизы. 16 сентября того же года Толстой сделал Софье Андреевне предложение: 

Софья Андреевна! Мне становится невыносимо. Три недели я каждый день говорю: нынче всё скажу, и ухожу с той же тоской, раскаяньем, страхом и счастьем в душе… Скажите, как честный человек, — хотите ли вы быть моей женой? Только ежели от всей души, смело вы можете сказать да, а то лучше скажите нет, ежели есть в вас тень сомнения в себе. Ради Бога, спросите себя хорошо… Мне страшно будет услышать нет, но я его предвижу и найду в себе силы снести; но ежели никогда мужем я не буду любимым так, как я люблю, это будет ужасней.
Стремясь быть честным перед своей невестой, Толстой перед свадьбой дал ей прочитать свои дневники, где среди прочего описывалось про его терзания плоти и про страсти по крестьянке Аксинье Базыкиной, что привело юную Софью Андреевну в ужас. 23 сентября 1862 года состоялась свадьба и венчание Толстого и Берс в церкви Рождества Богородицы в Московском Кремле. После женитьбы, о которой Толстой в дневнике писал как о неимоверном счастье, супруги сразу же уехали в Ясную Поляну, и Софья Андреевна на девятнадцать лет сделалась жительницей деревни, изредка выезжая в Москву. Через несколько месяцев после свадьбы Толстая впервые увидела крестьянку Аксинью, которую прислали в барский дом мыть полы. В своём дневнике она ревниво удивлялась, как муж может быть безумно влюблён в простую толстую бабу, которую она с лёгкостью и удовольствием готова была убить.
Период взаимной адаптации проходил при безусловном доминировании мужа, в результате чего её любовь к нему и сила его авторитета заставили Софью Андреевну считать, что она нехороша, недостойна его и испортила его жизнь. Уже в первые месяцы после замужества она писала в своём дневнике о тяжести его влияния, о том, что думает его мыслями, смотрит его взглядами, но при этом старается бороться, чтобы не потерять себя. Несмотря на это, первые годы их супружеской жизни были самыми счастливыми, и приятель Толстого Иван Петрович Борисов в 1862 году о супругах заметил:

Она — прелесть хороша собою вся. Здраво умна, проста и нехитроумна — в ней должно быть и много характера, то есть воля её у неё в команде. Он в неё влюблен до Сириусов. Нет, всё ещё не успокоилась буря в его душе — притихла с медовым месяцем, а, там наверно, пронесутся ещё ураганы и моря сердитого шума.
В 1863 году у Толстых родился первенец — сын Сергей. Лев Николаевич, одолеваемый тоской по естественности и простоте, считал, что мать должна сама кормить младенца, и Софья Андреевна, стремясь ему соответствовать, была с ним в этом солидарна. Из-за жестокой мастопатии она относилась к кормлению как к жертвенности сыну, что в итоге привело к её болезни и необходимости взять кормилицу. Софья Андреевна была отягощена постоянными беременностями. Из первых тридцати лет супружеской жизни она в общей сложности была беременна 10 лет. Одиннадцать из тринадцати своих детей она вскормила грудью.
В 1884 году Толстой, отказавшись от права собственности и распоряжения имуществом, передал жене и управление имением, и ведение издательских дел. На протяжении многих лет Софья Андреевна оставалась верной помощницей мужа в его делах: переписчицей рукописей, переводчицей, секретаршей, издательницей его произведений. Художник Леонид Пастернак, близко знакомый с семьёй Толстых, заметил о Софье Андреевне: «…Она во многих отношениях была крупным, выдающимся человеком — в пару Льву Николаевичу… Софья Андреевна сама по себе была крупной личностью». Обладая тонким литературным чутьём, она писала повести, детские рассказы, мемуарные очерки. В течение всей своей жизни, с небольшими перерывами, Софья Андреевна вела дневник, о котором говорят как о заметном и своеобразном явлении в мемуаристике и литературе о Толстом. Её увлечениями были музыка, живопись, фотография.
В 1880—1890-е годы, вследствие изменения взглядов Толстого на жизнь, в семье произошёл разлад. Софья Андреевна, не разделявшая новых идей мужа, его стремлений отказаться от собственности, жить своим, преимущественно физическим трудом, всё же прекрасно понимала, на какую нравственную и человеческую высоту он поднялся. В книге «Моя жизнь» Софья Андреевна писала:

…Он ждал от меня, бедный, милый муж мой, того духовного единения, которое было почти невозможно при моей материальной жизни и заботах, от которых уйти было невозможно и некуда. Я не сумела бы разделить его духовную жизнь на словах, а провести её в жизнь, сломить её, волоча за собой целую большую семью, было немыслимо, да и непосильно.
О «материальной жизни и заботах» Софьи Андреевны можно судить по её дневникам. 16 декабря 1887 года она писала:

Этот хаос бесчисленных забот, перебивающих одна другую, меня часто приводит в ошалелое состояние, и я теряю равновесие. Ведь легко сказать, но во всякую данную минуту меня озабочивают: учащиеся и болящие дети, гигиеническое и, главное, духовное состояние мужа, большие дети с их делами, долгами, детьми и службой, продажа и планы Самарского именья…, издание новое и 13 часть с запрещённой «Крейцеровой сонатой», прошение о разделе с овсянниковским попом, корректуры 13 тома, ночные рубашки Мише, простыни и сапоги Андрюше; не просрочить платежи по дому, страхование, повинности по именью, паспорты людей, вести счёты, переписывать и проч. и проч. — и всё это непременно непосредственно должно коснуться меня.

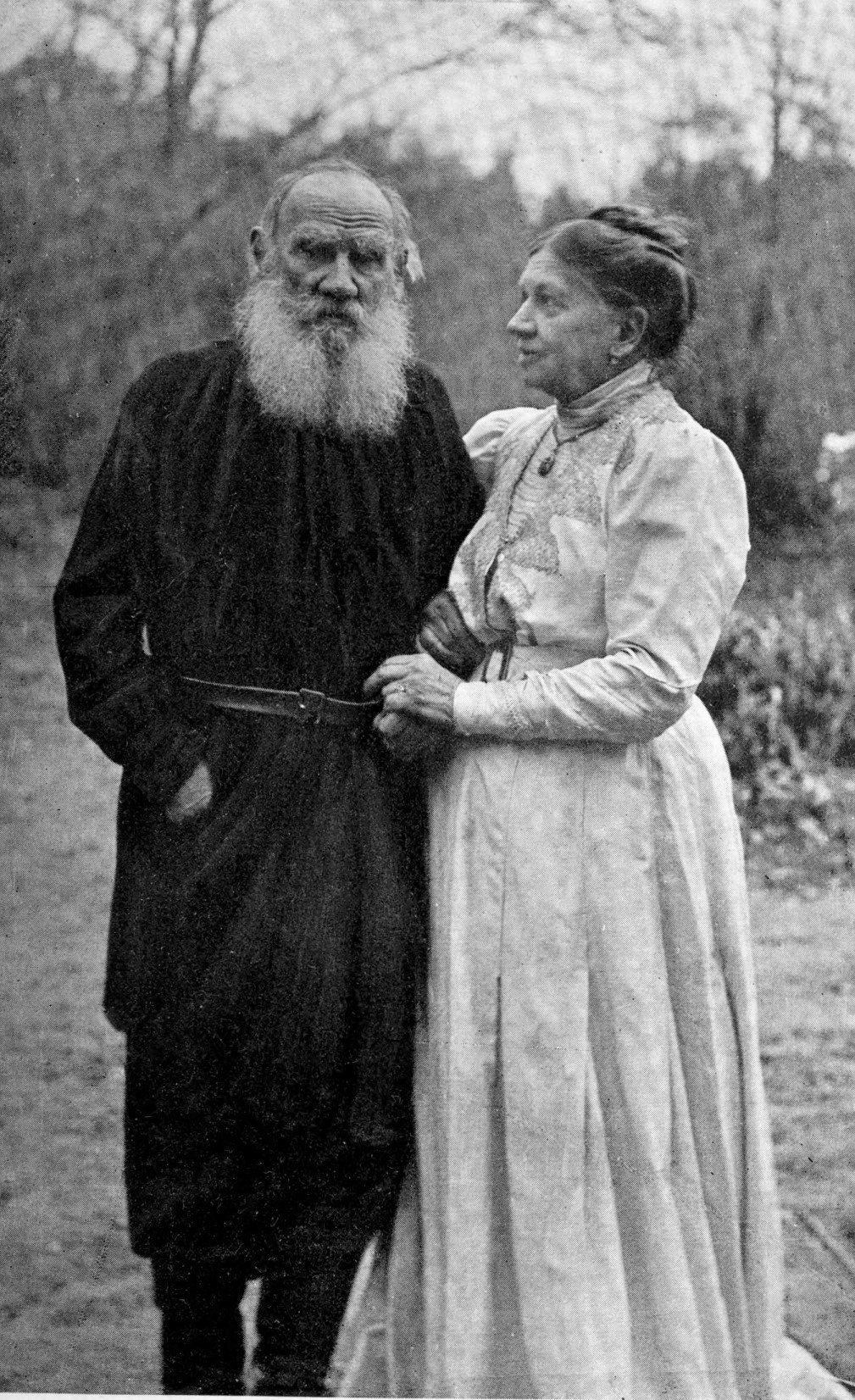
С Толстым в Ясной Поляне, за полтора месяца до смерти писателя (1910)

Зная о том, что её роль в жизни Льва Толстого оценивалась неоднозначно, она писала:

…Пусть люди снисходительно отнесутся к той, которой, может быть, непосильно было с юных лет нести на слабых плечах высокое назначение — быть женой гения и великого человека.
В 1895 году умер от скарлатины семилетний сын Толстых Ваничка. Чтобы помочь Софье Андреевне справиться с тяжким горем, Толстые пригласили провести лето в Ясной Поляне давно и хорошо знакомого им С. И. Танеева, композитора и прекрасного пианиста. Его присутствие вернуло её к жизни, но на следующий год, когда Танеев снова приехал на лето в Ясную Поляну, стало понятно, что она страстно влюбилась в него. Хотя Танеев, по-видимому, был гомосексуален и никак не отвечал на её устремления, Лев Толстой тяжело переживал эту страсть. Он безуспешно просил жену прекратить общение с Танеевым, старшие дети также осуждали её; сама же она в дневнике жаловалась на деспотизм мужа. Ещё в 1904 году она пыталась вызвать Танеева на откровенный разговор, но он отвечал ей лишь сухими письмами. Литературоведы проводят параллели между этим любовным треугольником и повестями, которые к тому времени успели написать его участники: «Крейцеровой сонатой» Льва Николаевича и «Чья вина?» Софьи Андреевны.
Ужасно больно и унизительно стыдно, что чуждый совсем и не нужный и ни в каком смысле не интересный человек руководит нашей жизнью, отравляет последние года или год нашей жизни, унизительно и мучительно, что надо справляться, когда, куда он едет, какие репетиции когда играет.
В феврале 1901 года Святейший Синод Русской православной церкви опубликовал Определение, воспринятое общественностью как отлучение Льва Толстого от церкви. Софья Андреевна немедленно направила письмо первенствующему члену Синода митрополиту Санкт-Петербургскому Антонию (Вадковскому), в нём графиня выразила своё «горестное негодование» и предсказала, что акция Синода вызовет ещё бо́льшую любовь и сочувствие Льву Николаевичу. Софья Андреевна выразила также уверенность, что, несмотря на тайный запрет Синода, найдётся священник, который выполнит отпевание Толстого. Копию письма она направила Победоносцеву, но тот не ответил. Вадковский в своём ответе ограничился формальной отпиской. Письмо графини вызвало немалый общественный резонанс и было перепечатано во многих русских и зарубежных газетах.
24 февраля 1904 года Софья Андреевна начала работу над своими записками с мемуарами, которые получили название «Моя жизнь». Воспоминания, которые охватывали более полувека: с 1844 года по 1901 год, сама Толстая ценила очень высоко, считая их самым дельным из того, что она когда-либо написала. Написанию «Моей жизни» предшествовала тщательная работа Софьи Андреевны с различными биографическими документами. Она делала выписки из своих дневников и из переписки с Львом Толстым, из писем разных лиц к мужу и к ней. Мемуары Софьи Андреевны стали документом жизни и быта семьи Толстых со сложностями и тонкостями внутрисемейных отношений.

### Последние годы
В октябре 1910 года, незадолго до смерти, Лев Толстой после ряда конфликтов с женой решил оставить семью и уехал из Ясной Поляны. В своём последнем письме Софье Андреевне, в ответ на призыв вернуться, он писал:

Свидание наше и тем более возвращение моё теперь совершенно невозможно. Для тебя это было бы, как все говорят, в высшей степени вредно, для меня же это было бы ужасно, так как теперь моё положение, вследствие твоей возбуждённости, раздражения, болезненного состояния стало бы, если это только возможно, ещё хуже. Советую тебе примириться с тем, что случилось, устроиться в своем новом, на время, положении, а главное — лечиться… Дело не в исполнении каких нибудь моих желаний, и требований, а только в твоей уравновешенности, спокойном, разумном отношении к жизни. А пока этого нет, для меня жизнь с тобой немыслима..

Уход и смерть Толстого тяжело подействовали на Софью Андреевну, она была глубоко несчастна, не могла забыть, что перед его кончиной не смогла повидаться с мужем. 29 ноября 1910 года она писала в «Ежедневнике»:

Невыносимая тоска, угрызения совести, слабость, жалость до страданий к покойному мужу… Жить не могу.
После смерти Толстого Софья Андреевна продолжила издательскую деятельность, выпустив свою переписку с мужем, завершила издание собрания сочинений писателя. В годы Первой мировой войны она оказывала помощь беженцам: делала взносы в детскую комиссию Тульского комитета оказания помощи детям беженцев и шила им одеяла, а также респираторы для солдат.
Последние годы жизни Софья Андреевна провела в Ясной Поляне, где скончалась 4 ноября 1919 года. Похоронена в семейном склепе Толстых возле храма Николая Чудотворца в Кочаках, недалеко от Ясной Поляны.

## Дети
От брака Льва Николаевича с Софьей Андреевной родилось 13 детей, пять из которых умерли в детстве:
1. Сергей (28 июня 1863 — 23 декабря 1947), композитор, музыковед.
2. Татьяна (4 октября 1864 — 21 сентября 1950), в 1917—1923 годах — хранитель музея-усадьбы «Ясная Поляна»; с 1899 замужем за Михаилом Сергеевичем Сухотиным.
3. Илья (22 мая 1866 — 11 декабря 1933), писатель, мемуарист. В 1916 году покинул Россию и уехал в США.
4. Лев (20 мая 1869 — 18 октября 1945), писатель, скульптор. В эмиграции во Франции, Италии, затем в Швеции.
5. Мария (12 февраля 1871 — 23 ноября 1906), с 1897 замужем за князем Николаем Леонидовичем Оболенским (1872—1934).
6. Пётр (13 июня 1872 — 9 ноября 1873).
7. Николай (22 апреля 1874 — 20 февраля 1875).
8. Варвара (ноябрь 1875 — ноябрь 1875, прожила два часа).
9. Андрей (6 декабря 1877 — 24 февраля 1916), чиновник особых поручений при тульском губернаторе.
10. Михаил (20 декабря 1879 — 19 октября 1944). В 1920 году эмигрировал, жил в Турции, Югославии, Франции и Марокко.
11. Алексей (31 октября 1881 — 18 января 1886).
12. Александра (18 июня 1884 — 26 сентября 1979), помощница отца.
13. Иван (31 марта 1888 — 23 февраля 1895).

### Повести
- «Наташа» (лето 1862). Описывала жизнь семьи Берс накануне выдачи дочерей замуж и создаёт поэтический образ музыкальной, жизнерадостной, вечно влюбленной и устраивающей милые шалости девочки Наташи, основанный на личности Тани Берс. Умная и серьёзная героиня Елена вынуждена была выбирать между верным другом детства Смирновым и зрелым, «необычайно непривлекательной наружности», но харизматичным и интеллектуальным князем Дублицким (основан на образе Толстого). От необходимости пожертвовать чьими-то чувствами она впадала в отчаяние и даже хотела закончить свою жизнь в монастыре. Повесть известна по подробному изложению Татьяны: «Жалко, что сестра сожгла свою повесть, потому что в ней ярко выступал как бы зародыш семьи Ростовых: матери, Веры и Наташи»[33]. По её же свидетельству, сцены из повести вошли в «Войну и мир», например, сцена целования куклы Мими. Толстой высоко оценил повесть в своём дневнике за «энергию правды и простоты»[34], однако был задет своим изображением в образе некрасивого Дублицкого[35]. Автору он сказал, что читал повесть бегло, был холоден, не порекомендовал её опубликовать[35]. Повесть была сожжена Софьей перед свадьбой.
- «Чья вина? (По поводу „Крейцеровой сонаты“ Льва Толстого)» (1881, издана в 1985). Повесть автобиографична в мельчайших деталях, вплоть до разговоров из реальной жизни, увлечении Софьи живописью и изумрудных украшений героини. Автор полемизирует с Толстым, который в «Крейцеровой сонате» считал воздержание единственным решением проблемы несчастных браков, и задаёт новаторские вопросы об архаичном устройстве общества и месте женщины в нём. В образе женщины с трехмерным, близком к современному психологизмом описаны и анализируются её самовосприятие и сексуальность. В деталях отражена психология жертвы в созависимых отношениях. Повесть известна описанием изнасилования невесты в карете вскоре после венчания.
- «Песня без слов». Не опубликована. Посвящена любви автора к пианисту С. И. Танееву.

### Стихотворения в прозе
- Цикл «Стоны», опубликованный под псевдонимом «Усталая», куда вошли 9 стихотворений: «Река», «Видение», «В монастыре», «В пещерах», «Осень», «Иней», «Тоска», «Поэт», «Ребенок» («Журнал для всех», 1904 № 3).[36] Цикл обнаруживает влияние И. С. Тургенева и представляет собой лирический дневник автора. Как и в поздних дневниковых записях С. А. Толстой, в её стихотворениях в прозе рефреном звучит мотив усталости. Выбранные название и псевдоним очень точно характеризуют тип повествования и общий эмоциональный настрой. В основу структурного и сюжетного построения всех стихотворений положен принцип антитезы. Религиозная тематика — одна из основных, противопоставление жизни земной (грешного мира) и жизни небесной (безгрешного мира) проходит через весь цикл. Лейтмотив «Стонов» — тяготение земной бренной жизнью, стремление к Богу — определяет и пространственно-временную организацию текстов. Лес, монастырь, пещера — это места уединения человека, ощущающего потребность отстраниться, оградить себя от внешнего мира. Художественное время цикла — осень, зима — сопряжено с процессами засыпания и умирания[37].

### Мемуары
- «Поездка к Троице» (1860)[38].
- «Моя жизнь» (1904—1916).
- «Дневники» (1862—1910)
- «Русская библиотека. IX. Граф Лев Николаевич Толстой». (Спб.,1879).

### Сборники

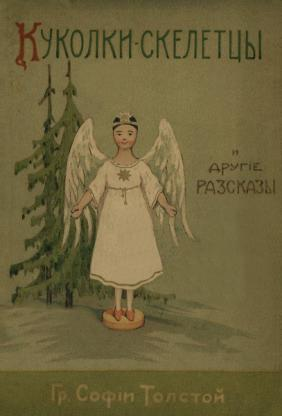
Обложка первого издания книги С. А. Толстой «Куколки-скелетцы»

- Обложка первого издания книги С. А. Толстой «Куколки-скелетцы» Сборник рассказов для детей «Куколки-скелетцы» (1910). Произведения рисуют мир воображения ребёнка и освещают тонкие, душевные вопросы воспитания. Мир детства становится для автора опорой и универсальной ценностью: «Где счастье? Где спокойствие? Где радость? В мире детей, куда я только что заглянула, съездив к внукам в Гриневку, где делала елку, где вникала в этот милый, серьёзный мир детей, которые невольно заставляют верить в жизнь, её важность и значительность»[36].

### Общественная публицистика
- «Призыв к обществу о помощи голодающим» в «Русских ведомостях» № 303 за 1891 г. Ярко и сострадательно описывает картины голода в деревне. Вызвало многочисленные пожертвования деньгами, хлебом и мануфактурой. Трижды С. А. Толстая помещала в печати отчеты о пожертвованиях («Неделя» 1891, № 47, 50 и 1892 № 30)[35]. Текст письма С.А. приводит в «Моей жизни».
- Открытое письмо к митрополиту Антонию об отлучении Толстого от церкви («Церковные ведомости» 1901, № 7).
- Опровержение гр. С. А. Толстой слухов об аресте гр. Л. Н. Толстого, 1892 г. «Неделя» (№ 13).
- Сообщение о состоянии здоровья Толстого («Русские ведомости» 1902, № 342).
- Письмо-протест против произведений Леонида Андреева («Новое время» 1903, № 9673 от 7 февраля).
- «Из Ясной поляны», ответ на статью Я. Г. Буланова «Толстой и освободительное движение» (Московские ведомости, 1905 г.).
- Протест против высылки В. Г. Черткова из Тульской губернии (1909 г., 12 марта, несколько газет).

### Переводы
- На французский язык: сочинение Толстого «О жизни».
- С немецкого языка «Учение 12 апостолов».
- С английского языка «О секте бехаистов».

## Киновоплощения
- В нашумевшем фильме Якова Протазанова «Уход великого старца» (1912) роль Софьи Андреевны сыграла американская актриса, которая использовала русский псевдоним Ольга Петрова. Фильм был запрещён к показу в России по просьбе семьи Толстого.
- В фильме Сергея Герасимова «Лев Толстой» (1984) Софью Андреевну Толстую сыграла Тамара Макарова.
- Британская актриса Хелен Миррен исполнила роль Софьи Андреевны в биографической ленте «Последнее воскресение» в 2009 году, а Льва Толстого в картине сыграл Кристофер Пламмер. Оба актёра за свои роли получили номинации на премию Американской киноакадемии «Оскар»
- В драматическом фильме «История одного назначения» (2017) роль Софьи Андреевны исполнила актриса Ирина Горбачёва.

## Комментарии
1. ↑  Л. А. Иславина родилась в семье капитана гвардии А. М. Исленьева и княгини С. П. Козловской (1795—1829; урожд. графини Завадовской — дочери П. В. Завадовского)[9]. Поскольку брак этот был заключён без развода Софьи Петровны с князем В. Н. Козловским (1790—1847) и при его жизни, венчание было признано недействительным, рождённые в этом браке дети (3 сына, в том числе Владимир, и 3 дочери) получили вымышленную фамилию Иславиных и записаны в купечество.
2. ↑  Некоторые[кто?] толстоведы считают этих сестёр частичными прообразами Наташи Ростовой и Веры Берг в «Войне и мире».